# بخش سسنوفسکی، استان تامبوف
بخش سسنوفسکی، استان تامبوف (به لاتین: Sosnovsky District, Tambov Oblast) یک سکونتگاه مسکونی در روسیه است که در استان تامبوف واقع شده‌است.